# Antoniewo (Morąg)
Pour les articles homonymes, voir Antoniewo.
Antoniewo est un village polonais de la voïvodie de Varmie-Mazurie, dans le powiat d'Ostróda.